# Narros de Matalayegua
Narros de Matalayegua – gmina w Hiszpanii, w prowincji Salamanka, w Kastylii i León, o powierzchni 74,07 km². W 2011 roku gmina liczyła 238 mieszkańców.